# Slovenska republiška liga 1964-1965
La Slovenska republiška nogometna liga 1964./65. (it. "Campionato calcistico della Repubblica di Slovenia 1964-65") fu la diciassettesima edizione del campionato della Repubblica Socialista di Slovenia. In questa stagione era nel terzo livello della piramide calcistica jugoslava.
Il campionato venne vinto dallo Slovan Lubiana, al suo primo titolo nella competizione. Questa vittoria diede ai lubianesi la promozione diretta in Druga Liga 1965-1966.
Il capocannoniere del torneo fu Ivan Krnič, del Aluminij, con 29 reti.
In questa stagione venne decisa la riduzione dell'organico a 12 squadre, quindi le retrocessioni furono 4.
Da questa stagione il livello inferiore passò a due soli gironi: Zonska liga Est e Zonska liga Ovest.
Questa fu l'ultima edizione ad utilizzare il quoziente reti, dalla successiva si passerà alla differenza reti.

## Squadre partecipanti
| Squadra         | Città          | Stagione 1963-64 | Stagione 1963-64          |
| Squadra         | Città          | Pos.             | Divisione                 |
| --------------- | -------------- | ---------------- | ------------------------- |
| Svoboda         | Lubiana        | 2°               | Slovenska zona            |
| Rudar           | Trbovlje       | 3°               | Slovenska zona            |
| Triglav         | Kranj          | 4°               | Slovenska zona            |
| Slovan          | Lubiana        | 5°               | Slovenska zona            |
| ŽNK             | Lubiana        | 6°               | Slovenska zona            |
| Mura            | Murska Sobota  | 7°               | Slovenska zona            |
| Gorica          | Nova Gorica    | 8°               | Slovenska zona            |
| Aluminij        | Kidričevo      | 9°               | Slovenska zona            |
| Železničar (Ce) | Celje          | 10°              | Slovenska zona            |
| Železničar (Mb) | Maribor        | 11°              | Slovenska zona            |
| Izola           | Isola d'Istria | 12°              | Slovenska zona            |
| Bratstvo        | Hrastnik       | 1°               | Podsavezna liga Ljubljana |
| Ilirija         | Lubiana        | 2°               | Podsavezna liga Ljubljana |
| Branik          | Maribor        | 1°               | Podsavezna liga Maribor   |

## Classifica
|  | Pos. | Squadra            | Pt | G  | V  | N | P  | GF | GS | QR    |
|  | ---- | ------------------ | -- | -- | -- | - | -- | -- | -- | ----- |
|  | 1.   | Slovan Lubiana     | 36 | 26 | 14 | 8 | 4  | 63 | 32 | 1,968 |
|  | 2.   | Aluminij           | 35 | 26 | 16 | 3 | 7  | 66 | 40 | 1,650 |
|  | 3.   | Železničar Maribor | 34 | 26 | 14 | 6 | 6  | 53 | 35 | 1,514 |
|  | 4.   | ŽNK Lubiana        | 30 | 26 | 12 | 6 | 8  | 64 | 45 | 1,422 |
|  | 5.   | Triglav            | 29 | 26 | 11 | 7 | 8  | 46 | 40 | 1,150 |
|  | 6.   | Branik Maribor     | 28 | 26 | 13 | 2 | 11 | 44 | 39 | 1,128 |
|  | 7.   | Mura               | 26 | 26 | 9  | 8 | 9  | 56 | 46 | 1,217 |
|  | 8.   | Železničar Celje   | 26 | 26 | 11 | 4 | 11 | 59 | 56 | 1,053 |
|  | 9.   | Gorica             | 26 | 26 | 9  | 8 | 9  | 47 | 47 | 1,000 |
|  | 10.  | Rudar Trbovlje     | 25 | 26 | 9  | 7 | 10 | 42 | 46 | 0,913 |
|  | 11.  | Svoboda            | 24 | 26 | 10 | 4 | 12 | 65 | 58 | 1,120 |
|  | 12.  | Ilirija            | 20 | 26 | 6  | 8 | 12 | 32 | 48 | 0,666 |
|  | 13.  | Hrastnik           | 20 | 26 | 8  | 4 | 14 | 46 | 79 | 0,582 |
|  | 14.  | Izola              | 7  | 26 | 2  | 3 | 21 | 21 | 82 | 0,256 |

Legenda:
      Promosso in Druga Liga 1965-1966.
      Retrocesso nella divisione inferiore.
Note:
Due punti a vittoria, uno a pareggio, zero a sconfitta.

## Divisione inferiore
| Girone                                                                  | Vincitore     | 2º posto        | 3º posto      |
| ----------------------------------------------------------------------- | ------------- | --------------- | ------------- |
| Zonska liga Est                                                         | Rudar Velenje | Kovinar Maribor | Fužinar       |
| Zonska liga Ovest                                                       | Koper         | Kamnik          | Slavija Vevče |
| In grassetto le squadre promosse in Slovenska republiška liga 1965-1966 |               |                 |               |